# 鯖折り
鯖折り（さばおり）は、相撲の日本相撲協会制定決まり手八十二手、捻り手の一つである。旧称腰挫き（こしくじき）。
名称は、技をかけられた力士が首を折られた鯖のような姿になるところからついたとされる。鯖は傷みやすい魚なので、冷蔵技術のなかった時代には、鮮度を保つために釣り上げたその場で首を折って血抜きし、活け締めにされることが多かったのである。

## 概要
廻しを取って強く引き付け、上から圧迫するようにして相手の膝を土俵に付かせる技である。この技をかけられると腰や膝に大きな負担がかかるため、成長途上である小・中学生などの日本のアマチュア相撲のでは禁じ手である。2度目で負けとなる。中学生時代の黒澤俊英（後年の巴富士）が花田勝（後年の若乃花勝）に大会で取り組んだ際にこの技をかけ、反則負けとなったエピソードもある。
巨漢力士として知られた元関脇の出羽ヶ嶽文治郎や元小結の大起男右エ門が得意としており、出羽ヶ嶽は1926年（大正15年）5月場所にて大関太刀光をこの技で破って負傷させ、太刀光はそれが原因で引退に追い込まれた。1986年（昭和61年）5月場所8日目、当時関脇で大関昇進を目指していた小錦が、北尾との取り直しの末にこの技で敗れたが、その際に両者の合計400キログラム以上もの体重が小錦の右足の膝を圧迫し、彼の膝の骨が耐えきれず折れたために翌日から休場を余儀なくされたうえ、その後も小錦の土俵人生を大きく狂わせることとなった（北尾も2メートル級の巨漢力士であった）。
一般的には高身長の力士ならではの決まり手として知られるが、若秩父・若浪・若二瀬など小柄な力士が怪力を活かして決めることもあった。
平成以降の幕内の取組では、旭天鵬が1999年（平成11年）5月場所14日目の大日ノ出戦、2001年5月場所4日目の海鵬戦と、当決まり手で2度白星を挙げた。また、その後に幕内となる荒鷲も、三段目時代の2004年（平成16年）3月場所9日目に当決まり手で白星を挙げた。